# Okřehenka vzácná
Okřehenka vzácná (Bunops serricaudata) je jediným zástupcem rodu Bunops v České republice. Jedná se o perloočku žijící v silně zarostlých vodách živící se filtrací drobného planktonu a detritu, seškrabováním nárostů a sedimentů.

## Morfologické rysy
Skořápka na hřbetní straně silně vyklenutá a vzadu zaokrouhlená, na břiše a vzadu porostlá jen brvami. Rozštěp skořápky nenápadný, nízko položený. Hlava je poměrně velká. Tykadla druhého páru mají na vnější větvi tři a na vnitřní pět brv. Tykadélka jsou tenká a rovná. Postabdomen má na hřbetě řadu varhákovitých zářezů. Drápky postabdomenu jsou krátké, kořenové trnečky jsou rovněž krátké nebo chybějí.